# Moderner Yachtbau

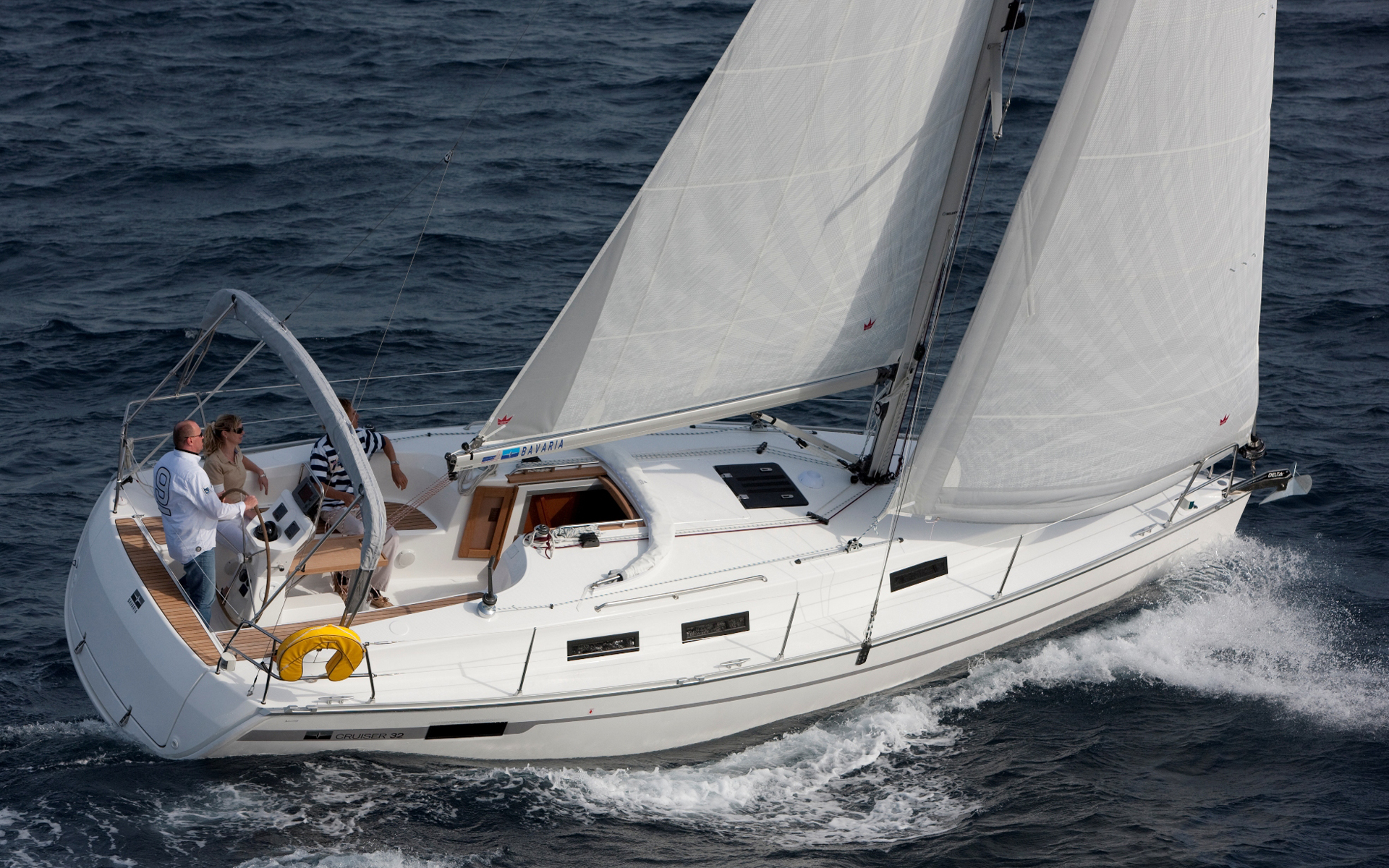
Segelyacht einer modernen Großserienwerft

Der moderne Yachtbau verwendet vorwiegend glasfaserverstärkten Kunststoff (GFK) als Grundmaterial für Rumpf und Deck. Für hoch entwickelte Rennyachten kommen auch kohlenstofffaserverstärkte Kunststoffe oder Aramide zum Einsatz, die aber wesentlich teurer sind als GFK und daher bislang selten angetroffen werden.
Als Alternative kommt Aluminium in Betracht, das aber nur noch von sehr wenigen Werften für Sportboote verarbeitet wird. Bei Hochseeyachten, die für extreme Bedingungen gebaut werden – etwa für die Polargebiete oder für Weltumsegelungen – kann sich der Mehraufwand lohnen. Aluminiumrümpfe sind in der Herstellung teurer (Die Rumpfteile müssen aufwendig geschweißt werden, bei Aluminium anspruchsvoll), dafür sind sie sehr pflegeleicht.

## Geschichte

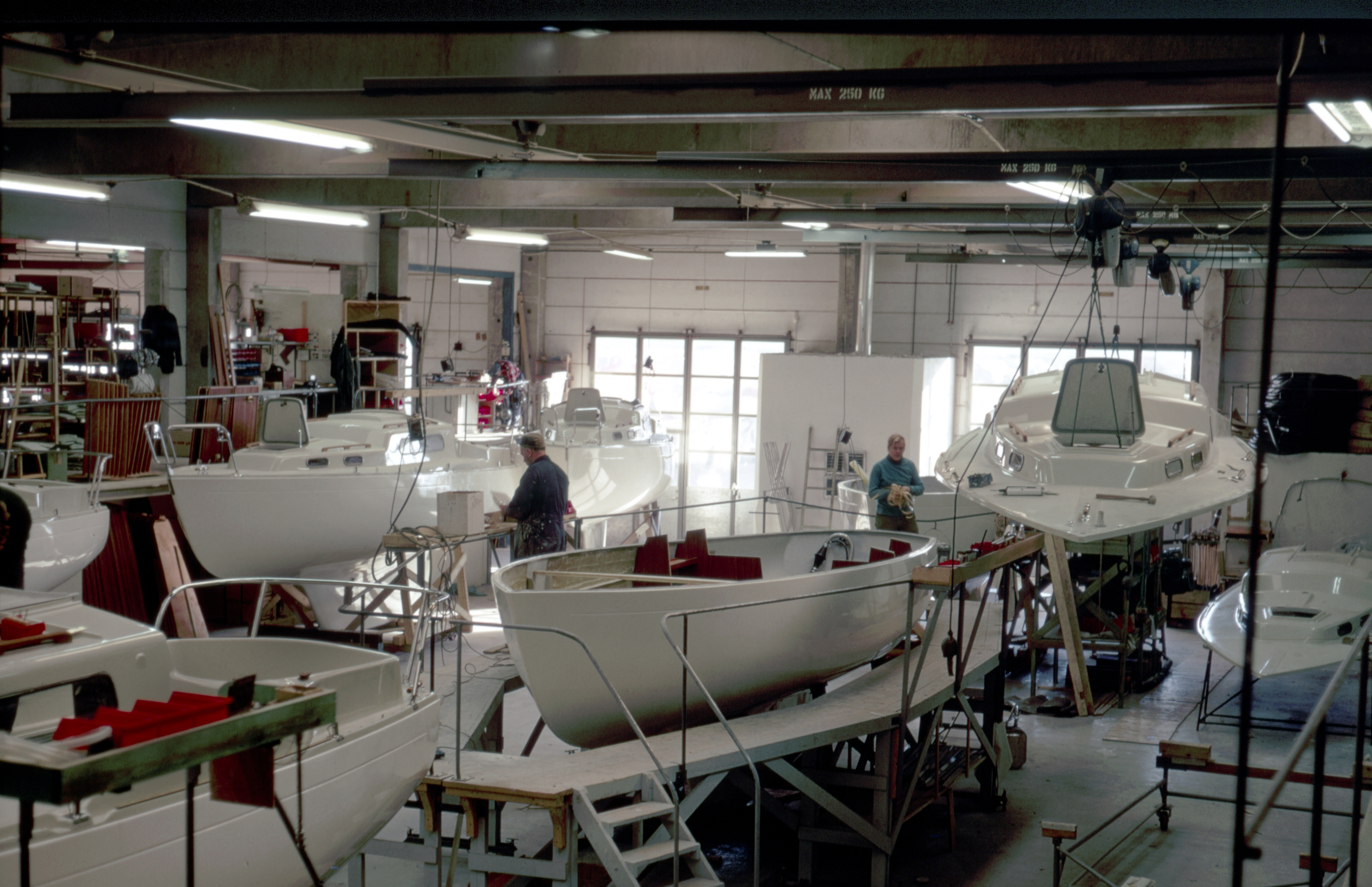
Bootsbau bei Albin Marin in Schweden

Der Yachtsport als reines Freizeitvergnügen besser begüteter Personen kam Mitte des 19. Jahrhunderts auf. Damals wurden die ersten Yachten für sportliche Zwecke gebaut. Das Baumaterial war bis in die zweite Hälfte des 20. Jahrhunderts fast ausschließlich Holz, dann, ab den 1960er Jahren, auch Metall. Etwa gleichzeitig entstanden auch die ersten Rümpfe aus GFK, dem heute vorherrschenden Material im Bootsbau. Es ist leicht, kostengünstig, korrosionsbeständig, einfach zu formen und dennoch sehr zäh und elastisch. Korrekt verarbeitetes GFK überdauert viele Jahrzehnte.
Früher wurden Yachten in Kleinserien oder sogar in Einzelanfertigungen von kleinen Werften gebaut, heute bauen einige spezialisierte Werften Großserien. Die Rümpfe werden am Fließband mit Roboterunterstützung produziert. Zwar sind – im Gegensatz etwa zum Automobilbau – die kleineren Werften nicht vollständig verschwunden, die Großserienwerften dominieren aber den Markt, denn ihre Produkte sind günstiger. Wegen der angeblich billigen Produktion haben Großserienboote einen geringeren Wiederverkaufswert, ein Image, gegen das die Werften immer noch kämpfen.

## Konstruktion
Die Konstruktion einer modernen Segel- oder Motoryacht beginnt heute in aller Regel am Computer. Es gibt Yacht-Konstruktionsbüros, die sich auf die Konstruktion von neuen Schiffen spezialisiert haben und ihre Dienstleistung Werften anbieten. Software ermöglicht es, viele Eigenschaften der späteren Yacht am Computer zu berechnen, darunter die Stabilität sowie aerodynamische und fluiddynamische Eigenschaften. Ehe die Konstruktion beginnt, werden die Eckdaten festgelegt, darunter natürlich die gewünschten Ausmaße der neuen Yacht, sowie auch die gewünschte CE-Kategorisierung. Diese Richtlinie legt fest, welche Konstruktionsmerkmale vorgeschrieben sind, damit die Yacht später in einem bestimmten Seegebiet (z. B. Hochsee oder Küstenzone) sicher unterwegs sein kann. Zeitweise wurde kritisiert, dass die festgelegten Vorschriften bezüglich der Kategorisierung nicht genau genug überwacht werden, denn im Gegensatz zur Berufsschifffahrt, bei der Klassifikationsgesellschaften wie der Germanische Lloyd jedes Schiff vor der Auslieferung genau prüfen, ist bei Sportbooten in der Regel eine Baumusterprüfung (nach teilweise vom Hersteller zu wählenden Kriterien) hinreichend. Bisher sind jedoch wenige nennenswerten Vorfälle bekannt, bei denen eine detaillierte Abnahme eine Havarie möglicherweise verhindert hätte. Ähnlich wie bei Autos ist die Rufschädigung für eine Werft enorm, wenn eine ihrer Yachten wegen Konstruktionsfehlern Sicherheitsmängel aufweist. Für den Konkurs der britischen Nobel-Segelbootmarke Oyster Yachts wird unter anderem ein Kielverlust verantwortlich gemacht.
Bei der Konstruktion wird der Segelplan sowie die Form des Unterwasserschiffs inklusive des besonders für Segelschiffe sehr wichtigen Lateralplanes festgelegt. Die Segeltragzahl ist ein Maß für die spätere Leistungsfähigkeit eines Segelschiffs, sie stellt die Segelfläche ins Verhältnis zur Verdrängung. Je höher der Wert, umso sportlicher lässt es sich segeln. Bei Motorbooten wird die Höchstgeschwindigkeit hauptsächlich durch die vorgesehene Motorisierung festgelegt. Allerdings sind auch der Motorisierung Grenzen gesetzt. Boote, die keine Gleiter sind – dazu zählen alle Kielyachten und die meisten Motorboote ab etwa 10 m Länge – können selbst mit übermäßiger Motorisierung ihre sogenannte Rumpfgeschwindigkeit aufgrund physikalischer Grenzen nicht überschreiten. Segelyachten, ausgenommen sogenannte Motorsegler, werden in der Regel konservativ motorisiert. Dank ihrem strömungstechnisch optimierten Rumpf benötigen sie nur wenig Leistung für Marschfahrt durchs Wasser.

## Bau

### Rumpf
Der Bau der neuen Yacht beginnt mit der Laminierung des Rumpfes. In die Negativform wird zunächst das Gelcoat gespritzt oder gestrichen. Das Gelcoat bildet später die Außenhülle des Schiffes. Die Aufgabe ist anspruchsvoll, weil die Dicke sehr genau den Vorgaben im Millimeterbereich entsprechen soll, an innenliegenden Rundungen etwas mehr, damit auch bei Druck durch die Glasfasermatte später dort genügend Gelcoat übrig bleibt. Da die Form sehr groß ist und das Gelcoat nicht zu kurz und auch nicht zu lang aushärten muss, kommen für diesen Arbeitsschritt vermehrt Roboter zum Einsatz. Danach werden die Glasfasermatten in die Form gebracht und entsprechend der gewünschten Dicke in mehreren Lagen einlaminiert. Rümpfe werden hauptsächlich in zwei Verfahren gebaut: Als Volllaminat, bei dem der gesamte Querschnitt des Rumpfes aus Glasfaserlaminat besteht, oder als Sandwichkonstruktion, bei dem als Zwischenschicht ein anderer, deutlich leichterer, Kunststoff dazwischengeklebt wird. Dies erhöht die Steifigkeit und reduziert das Gewicht, kann aber die mechanische Belastbarkeit bei Punktbelastungen – etwa einer Kollision – reduzieren.
Schotten und Querverstrebungen werden direkt von innen in den Rumpf laminiert. Da bei heutigen Yachtdesigns der Kiel (bei Segelbooten) eine sehr kleine Verbindungsfläche zum Rumpf aufweist, müssen die sehr großen Kräfte auf einer entsprechend kleinen Fläche aufgenommen werden können. Der sogenannte „Kielstummel“, an den später der Kiel angeschraubt wird, muss besonders sorgfältig laminiert und großzügig dimensioniert werden. Einige Hersteller laminieren Bodenwrangen aus Stahl in die Bodensektion ein.

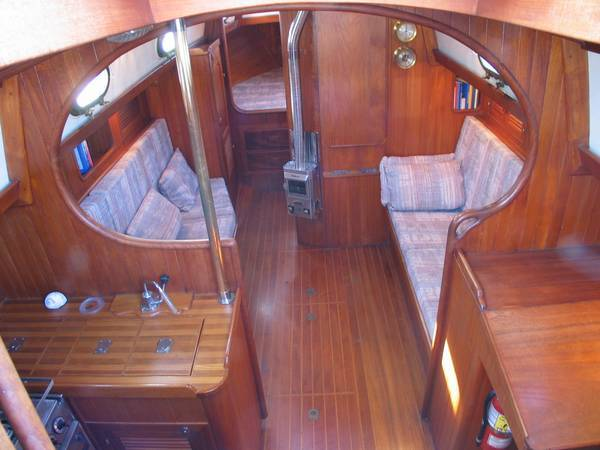
Innenausbau einer 30-Fuß-Yacht der 1970er Jahre. Am Ausbau hat sich in den folgenden 30 Jahren nichts Wesentliches verändert, außer dass heute hellere Stoffe und Flächen bevorzugt werden.

Nach dem Aushärten werden die benötigten Löcher für die Motorwelle, Kühlwasser- und Brauchwassereinlass in den Rumpf gefräst. Anschließend kommt bereits der Innenausbau an die Reihe. Schränke und Türen, ganze Schottwände und vorgefertigte Möbel werden eingebaut. Die meisten Werften bieten hier dem späteren Eigentümer verschiedene Ausbauvarianten an, mit einer unterschiedlichen Anzahl an Kabinen oder verschiedenen Holzarten und -farben. Traditionell besteht der größte Teil der Inneneinrichtung aus Holz, welches eine wohnliche Atmosphäre hinterlassen soll. Es gibt jedoch auch Werften, die aus Kosten- oder Gewichtsgründen die gesamte Einrichtung aus vorgefertigten GFK-Modulen zusammenstellen. Praktisch immer als komplette Einheit verbaut werden die Nasszellen mit den Bordtoiletten. In diesem Arbeitsschritt werden auch der Motor eingepasst sowie Treibstoff- und Wassertanks am Rumpf befestigt.
Heutige Schiffe werden mit einem immer größer werdenden Umfang an Elektronik bestückt. Lichter, Kabinenbeleuchtung, Navigationsgeräte, Funkausrüstungen und Unterhaltungselektronik sind heute selbstverständlich, teilweise – besonders auf Motoryachten – werden gar elektrische Kochfelder eingebaut. Dafür müssen dutzende Meter Kabel im Boot verlegt werden. Aus ästhetischen Gründen werden diese in der Bodensektion oder in Wänden verlegt und dort schon früh im Fertigungsprozess eingezogen. Nachteilig an dieser „schönen“ Lösung ist, dass die Kabelkanäle später teilweise schlecht zugänglich sind, falls einmal etwas repariert oder ergänzt werden soll oder – im schlimmsten Fall – ein Kabelbrand lokalisiert werden muss.
Die Pantry ist die Kochecke in einer Yacht. Gekocht wird heute meistens mit Gas aus Flaschen, in luxuriösen Yachten auch elektrisch. Gasinstallationen müssen dabei den entsprechenden Sicherheitsrichtlinien entsprechen. Ein Kühlschrank gehört heute ebenfalls zur Grundausstattung, so dass auch frische Gerichte an Bord zubereitet werden können. Dank einer Druckpumpe und einem Boiler funktioniert auch die Spüle genauso wie zu Hause. Selbst Geschirrspüler sind keine Seltenheit mehr.

### Deck

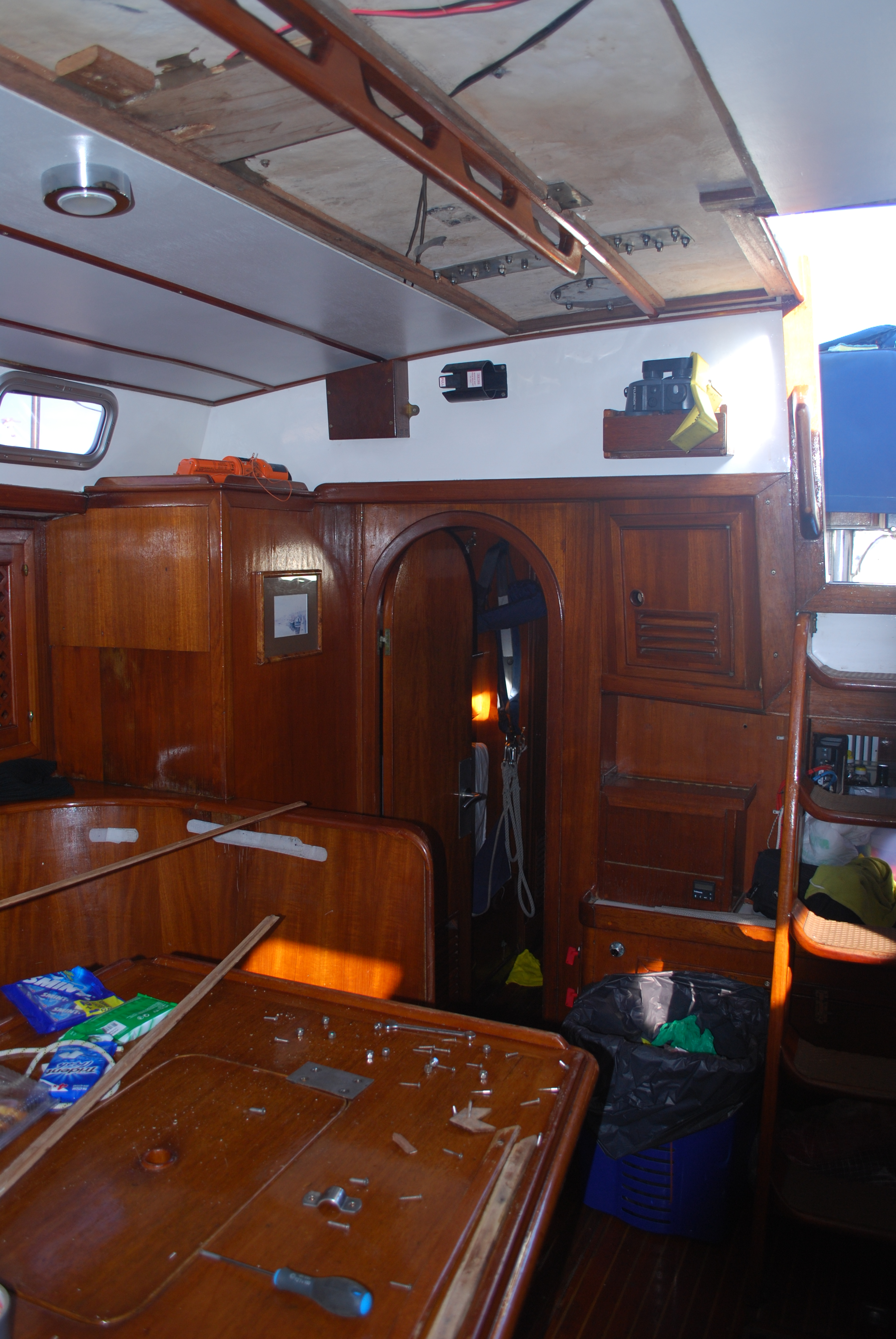
Bei dieser Segelyacht aus den 1990er Jahren musste für den Ersatz der Fallenstopper die Deckenverkleidung demontiert werden.

Das Deck wird zunächst ähnlich wie der Rumpf in einer Form laminiert, heute oft in zwei Teilen, dem eigentlichen Deck und dem von innen darunter eingebrachten „Himmel“. Er ist für die Kraftübertragung vom Deck zum Rumpf verantwortlich und sorgt für die richtige Optik im Inneren der neuen Yacht. Bei älteren Konstruktionen wurde stattdessen die Decke von innen mit einem Stoffbezug verkleidet. Ins Deck werden dann eine große Zahl von Löchern gefräst. Diese umfassen Aussparungen für den späteren Eingang, für Luken sowie Befestigungslöcher für sämtliche Beschläge an Deck. Bereits vor dem Zusammenfügen der Teile werden Klampen, Püttinge, Winschen und ähnliche Beschläge mit dem Deck fest verschraubt. Grundsätzlich erreichen diese Beschläge eine ähnlich hohe Lebensdauer wie die Yacht selbst, wenn aber einmal etwas revidiert oder ersetzt werden soll, wird dies durch diese Abfolge nicht vereinfacht, denn die von unten durch das Deck geführten Schrauben sind später kaum mehr zugänglich.
Bereits zum Zeitpunkt der Konstruktion wurde natürlich genau bestimmt, wo welche Beschläge angebracht werden sollen. An ihnen werden später erhebliche Kräfte angreifen, entsprechend muss das Laminat dort großzügig dimensioniert sein. Kräftige Unterzüge leiten die Kräfte in den Rumpf und in die Bodenwrangen ein. Wurden bei älteren Konstruktionen noch Holzträger für diesen Zweck verwendet, werden bei modernen Konstruktionen häufig Püttinge direkt mit Stahlstreben zum Rahmen verschraubt. Ihre Stabilität kann genauer berechnet werden und bietet die nötige Stabilität, ohne unnötig zusätzliches Gewicht an Bord zu bringen.

### „Heirat“
Als „Heirat“ bezeichnen die Bootsbauer den Arbeitsschritt, bei dem Rumpf und Deck (ggf. mit dem Himmel) miteinander verbunden werden. Millimetergenau wird das Deck auf den mit allen Wänden und Schotts versehenen Rumpf gekrant und dann mit diesem fest verklebt und verschraubt. Nun ist der Bootskörper komplett. Durch die vielen eingebrachten Versteifungen und Schotten soll eine möglichst hohe, aber nicht absolute Steifigkeit erreicht werden, damit die Kräfte, die im Seegang wirken, etwas abgefedert werden können. Unerwünscht sind jedoch knarrende Bodenbretter oder Türen, die sich bei Seegang nicht öffnen lassen.
Schließlich werden noch die Decksfenster in das Deck geklebt und – bei Segelyachten – der schwere Kiel mit mehreren Bolzen am Rumpf angebracht. Hierbei wird die Belastbarkeit der Verbindung großzügig dimensioniert, da der Verlust eines Ballastkiels auf See in der Regel ein sofortiges Kentern bei höchster Lebensgefahr für die Besatzung nach sich ziehen würde.

### Abschlussarbeiten
Nun folgen die Abschlussarbeiten: Die elektronischen Geräte werden eingebaut, Verkabelungen und Wasserleitungen komplettiert, Ausrüstungsteile an Bord gebracht. Das Rigg und die Segel werden meist außerhalb der Werft von Drittherstellern produziert. Nach einer abschließenden Qualitätskontrolle wird das neue Boot entweder auf dem Wasser oder per LKW ausgeliefert.

## Materialien

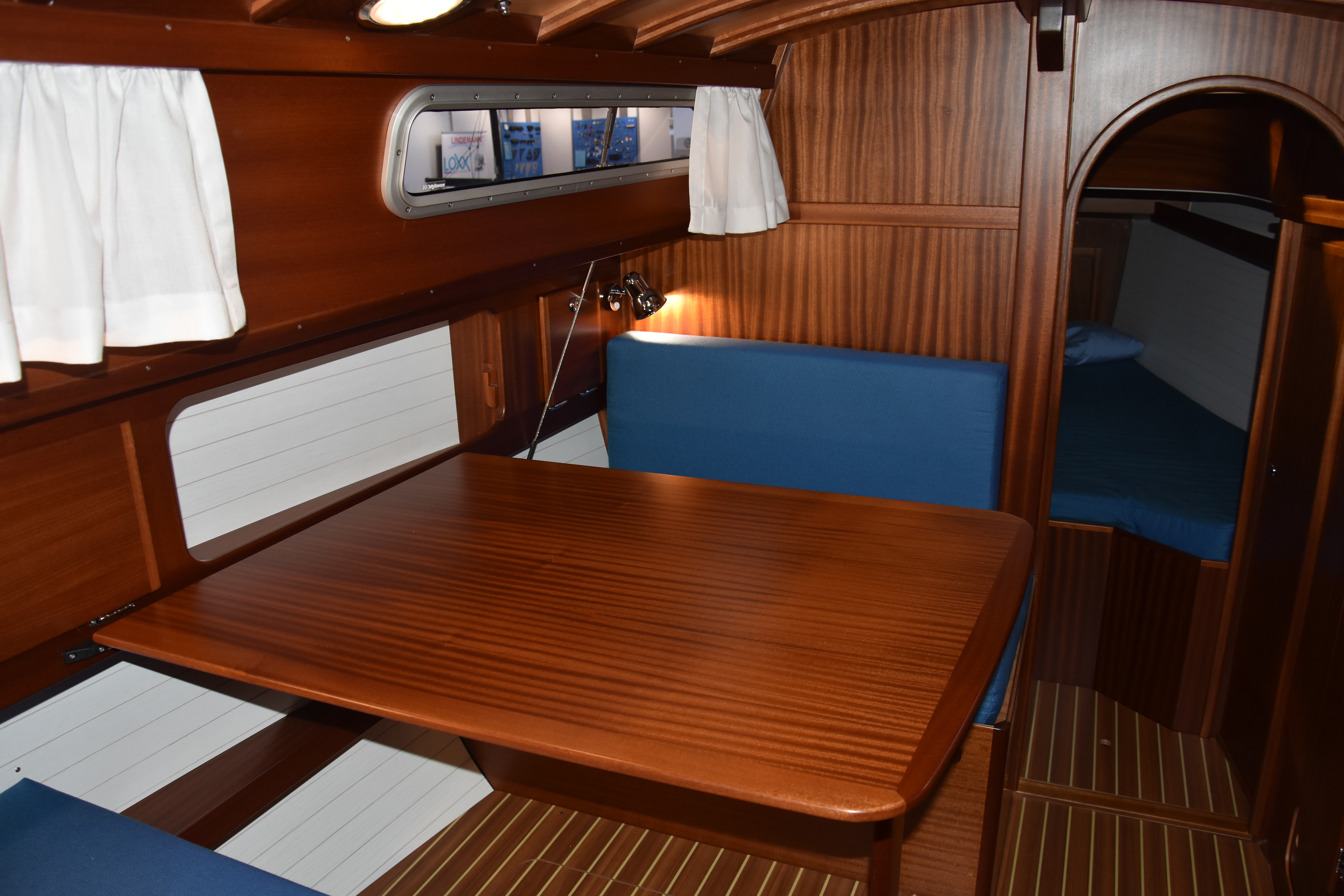
Ausbau in Holz

Neben dem Rumpf, der in aller Regel aus Kunststoff besteht, ist ein Schiff aus diversen weiteren Materialien zusammengesetzt. Für den Innenausbau wird heute meistens weiterhin Holz verwendet und auch das Deck wird oft mit Holz belegt. Als Holzarten beliebt sind Eiche, Mahagoni und insbesondere Teak. Diese Hölzer sind zwar teuer und die Beschaffung der Tropenhölzer kann aufgrund von Importbeschränkungen erschwert sein, aber sie sind sehr witterungsbeständig. Insbesondere das Holz an Deck ist dauernd Wind, Wasser und Sonne ausgesetzt, was günstige Holzarten schnell unansehnlich werden lässt.
Das Rigg besteht meistens aus einem Aluminiummast, der mit Stahlseilen abgespannt wird. Bei Rennyachten verwendet man auch kohlenfaserverstärkten Kunststoff und Wanten aus Dyneema oder sogenannte Rod-Wanten aus Vollstahl. Der Kohlefasermast ist bei gleicher Stabilität leichter, was für die Stabilität des Schiffes insgesamt vorteilhaft ist, denn für das aufrichtende Moment ist hoch angebrachtes Gewicht nachteilig. Tauwerk mit wenig Reck ermöglicht eine steifere Bauweise.
Die Segel waren früher aus Baumwolle – ein Material, das dafür heute nur noch bei Traditionsschiffen verwendet wird. Baumwolle ist schwer, trocknet langsam und dehnt sich stark aus. Daher werden auch dafür Kunststoffe verwendet, allen voran Dacron, für gehobenere Ansprüche auch Laminatsegel aus zusammengeklebten Kunststoffschichten. Diese Stoffe dehnen sich viel weniger und verlieren auch nicht so schnell ihre Form wie Baumwolle.

## Wartung
Ordentlich gepflegte Yachten können viele Jahrzehnte überdauern. Auf Gebrauchtbootplattformen sind Kunststoffboote selbst aus den 1960er Jahren recht zahlreich vertreten. Regelmäßige Wartung erfordert der Motor. Besonders bei Segelyachten erreicht dieser auch bei alten Schiffen oft nur wenige Motorstunden, so dass auch hier lange Lebensdauern möglich sind. Die Konstruktion vieler Schiffe ermöglicht einen vergleichsweise einfachen Austausch des Motors, wenn dieser seine Lebensdauer überschritten hat. Bei Segelyachten sind besonders die Segel starken Alterungsprozessen unterworfen, denn sie sind empfindlich auf die UV-Strahlen der Sonne. Alte Segel verlieren die optimale aerodynamische Form, was die Effizienz beeinträchtigt.
Der GFK-Rumpf benötigt nur wenig Pflege. Um Bewuchs vorzubeugen, wird er regelmäßig mit Antifouling bestrichen. Eine Politur dient hauptsächlich der optischen Aufbesserung. Insbesondere ältere Rümpfe können aber von Osmose befallen sein. Dabei bilden sich durch das Eindringen von Wasser ins Laminat Bläschen und Hohlräume, die die Stabilität des Rumpfes langfristig beeinträchtigen können. Eine Sanierung ist grundsätzlich möglich, aber aufwendig. Bei Booten aus dem 21. Jahrhundert ist die Osmosegefahr reduziert, da neue Harze, zum Beispiel Epoxidharze, zum Einsatz kommen, die weniger schnell mit Wasser reagieren.
Die übrigen Teile der Yacht sind weitgehend wartungsfrei und müssen nur getauscht werden, wenn sie aufgrund von normaler Abnützung den optischen Ansprüchen des Eigners nicht mehr genügen, so etwa Polster und andere Textilien, sichtbare Holzoberflächen oder die Farbe des Decks. Hingegen müssen sich verantwortungsvolle Schiffsführer um die Wartung der Sicherheitsausrüstung kümmern. Rettungsinseln, Rettungswesten, Feuerlöscher und ähnliche Gerätschaften haben vom Hersteller vorgegebene Wartungsintervalle, deren Einhaltung auch aus Eigeninteresse empfehlenswert ist.

## Entsorgung
Kunststoffboote erreichen sehr lange Lebensdauern. Wenn Yachten jedoch von ihren Eigentümern vernachlässigt werden, dann werden sie mit der Zeit durch Bewuchs unansehnlich, das Tauwerk beginnt durch Sonnenstrahlung brüchig zu werden und in der Koje setzt sich Schimmelpilz fest. Wenn sie außerdem länger unbeaufsichtigt in Häfen herumliegen, können sie durch Wind und Wetter mechanisch beschädigt werden. Manchmal finden sich dann Liebhaber, die die eigentlich schrottreifen Boote für ein sehr günstiges Geld erwerben und in Eigenregie wieder flott machen. Andernfalls rotten sie weiter an Stränden und in Häfen herum, denn einheitliche Vorgaben zur Entsorgung von Kunststoffyachten gibt es in Europa nicht. Der GFK gilt nicht als recycelbarer Wertstoff. Die Entsorgung muss also als „Restmüll“ erfolgen – dabei wird das Boot zersägt und dann verbrannt. Dies geschieht auf Kosten des Eigners und kann mit mehreren tausend Euro zu Buche schlagen. Tausende alter Boote liegen deswegen allein in Frankreich an Stränden und Stegen herum, statt ordnungsgemäß entsorgt zu werden. Diverse Initiativen wollen das ändern, und bieten eine Entsorgung oder eine Umnutzung der Yacht an, bei der der Eigner nur die Transportkosten übernehmen muss. In Frankreich hat das Umweltministerium der Nonprofit-Organisation APER den Auftrag erteilt, Wege für den Rückbau und die Entsorgung nicht mehr genutzter Sportboote zu finden. Das Netzwerk von Bootswerften möchte in den Jahren 2019–2024 20.000 bis 25.000 ungenutzte Boote abwracken. Andere Werften werten alte Boote wieder auf und nutzen sie etwa zu Gartenlauben um. In anderen Ländern, etwa Norwegen, den Niederlanden oder der USA, laufen Versuche, den Kunststoff als Baustoff weiterzuverwenden. So sollen aus Glasfaserschnipseln Platten oder Zementrohstoffe hergestellt werden.

## Zusammenfassung
Moderne Fertigungsstraßen haben es ermöglicht, dass auch mittelgroße Yachten in guter Ausbauqualität für Normalbürger erschwinglich wurden. Maßgebend dafür waren besonders die europäischen Werften, die wir heute als „Großserienwerften“ bezeichnen: Bavaria Yachtbau, Hanse Yachts, Jeanneau und noch ein paar andere. Ihre Boote erreichen einen guten Ausbaustandard bei gleichzeitig hohem Komfort. Dafür wurden die Bautechniken optimiert und es werden auch immer mehr automatisierte Prozesse eingesetzt. Trotzdem bleibt vieles im Bootsbau Handarbeit, denn obwohl sie „Großserien“ heißen, sind die Stückzahlen in deutlich kleineren Größenordnungen als jene im Automobilbau. Dadurch wird es nie zu einer vollständigen Automatisierung im Bootsbau kommen. Zumal auch die Zahl der von den Werften angebotenen Optionen bei einigen Werften so umfangreich ist, dass praktisch keine zwei Boote identisch sind – und zwar in wesentlichen Teilen wie Rigg oder Kabinenanordnung.
Neben dem Preiskampf, den sich diese Werften untereinander um neue Kundschaft liefern, drückt auch die Langlebigkeit der Yachten den Preis, den Kunden zu zahlen bereit sind. Dies deshalb, weil der Markt an guten, seetauglichen Gebrauchtbooten gesättigt ist. Man bekommt heute 30-jährige Gebrauchtboote im Bereich 35–40 Fuß in sehr gutem Zustand inklusive der kompletten Ausrüstung für weniger als 50.000 Euro. Wer sich neu für eine Yacht interessiert, wird sich deshalb erst einmal auf dem Gebrauchtbootmarkt umsehen, bevor er den vier- bis fünffachen Betrag in die Hand nimmt und ein neues Boot kauft. Das alte Boot hat sich zudem bereits bewährt, wieso sollte es nicht weitere zehn oder zwanzig Jahre halten? Geplante Obsoleszenz ist bisher bei Yachten auch neuerer Bauart kein Thema, zumindest gibt es dafür keine Anzeichen. Dies wird auch dadurch untermauert, dass bis heute nicht klar ist, wie alte GFK-Yachten einmal dem Rohstoffkreislauf zugeführt werden sollen, wenn sie tatsächlich nicht mehr reparabel sind.